# Henryk V Brzuchaty
Henryk V Brzuchaty (Gruby, Tłusty) (ur. między 1245 a 1250, zm. 22 lutego 1296) – książę jaworski 1273–1278, od 1278 legnicki, a od 1290 wrocławski i brzeski, w latach 1290–1294 w Namysłowie i Oleśnicy.

## Młodość
Henryk V był najstarszym synem księcia legnickiego Bolesława Rogatki i Jadwigi pochodzącej z Anhaltu. O wczesnych latach Henryka wiemy bardzo niewiele. Na arenie politycznej pojawił się dopiero w latach sześćdziesiątych, kiedy to z ramienia ojca posłował na dwór króla Czech Przemysła Ottokara II. To właśnie z rąk tego władcy odebrał w 1264 roku pas rycerski. W Pradze uczył się też arkanów wielkiej polityki i sztuki prowadzenia wojny. Miało się to przydać już niebawem. W 1273 roku starzejący się Bolesław Rogatka zdecydował się dopuścić Henryka do współrządów i wydzielił mu dzielnicę w Jaworze.

## Bitwa pod Stolcem

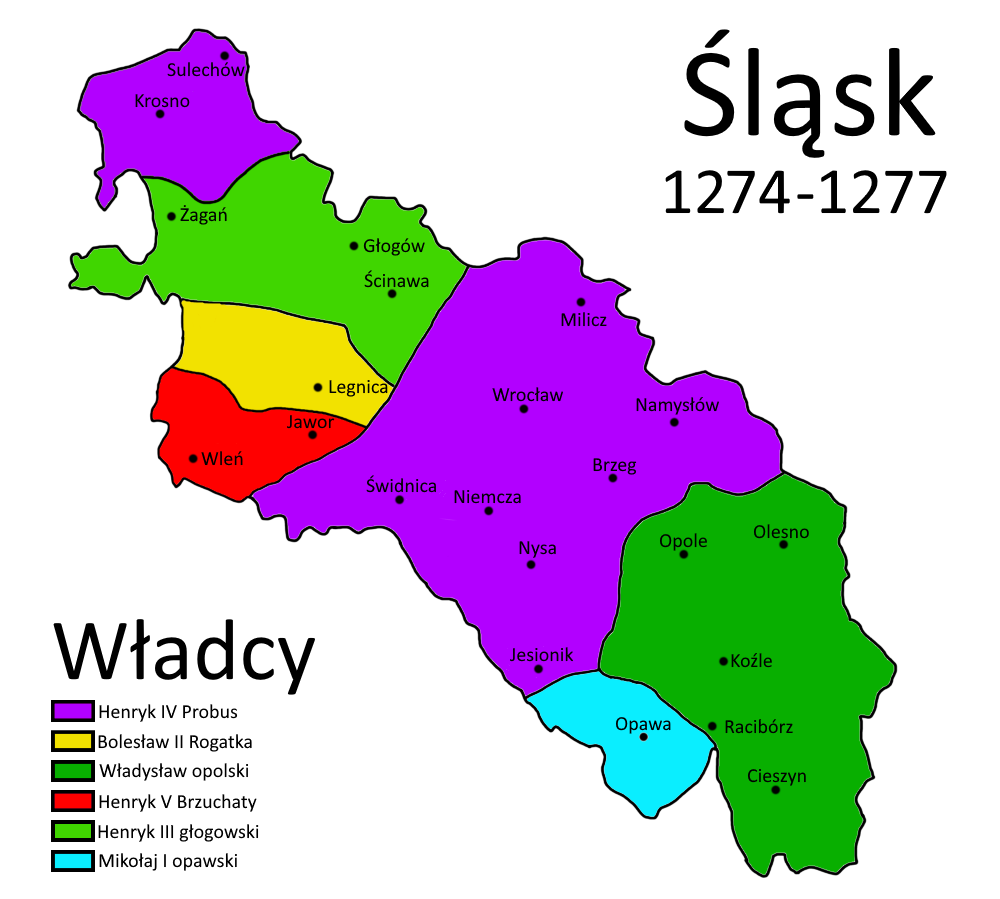
Księstwo jaworskie pod rządami Henryka V Brzuchatego (czerwony kolor)

Cztery lata później doszło jednak do wydarzeń, które mogły zagrozić dziedzictwu Henryka. Otóż Bolesław Rogatka nie mogąc się pogodzić z utratą księstwa wrocławskiego porwał i uwięził na zamku we Wleniu swojego bratanka Henryka IV Probusa. Czyn ten spotkał się z ostrą reakcją rycerstwa wrocławskiego i sąsiadów Probusa, którzy zorganizowali wyprawę mającą na celu uwolnienie księcia wrocławskiego i ukaranie Bolesława Rogatki. Na czele powstałej koalicji wielkopolsko-głogowsko-wrocławskiej stanęli Przemysł II i Henryk III Głogowczyk. Do spotkania obu armii doszło niedaleko Ząbkowic Śląskich, pod Stolcem. Bitwa była zażarta i jak na średniowiecze niezwykle krwawa. Do końca nie było wiadomo kto w niej zwycięży. Bolesław Rogatka nie wytrzymał napięcia i uciekł z pola bitwy pociągając za sobą część legnickiego rycerstwa. 
W tym momencie prawdziwym mężem opatrznościowym okazał się Henryk V, który nie tylko nie ugiął się, w beznadziejnej wydawało by się sytuacji, ale doprowadził do świetnego zwycięstwa biorąc do niewoli Przemysła II i Henryka III. Tę bolesną lekcję książę głogowski na nieszczęście Henryka V zapamiętał na długo.

## Śmierć ojca, Henryk księciem legnickim

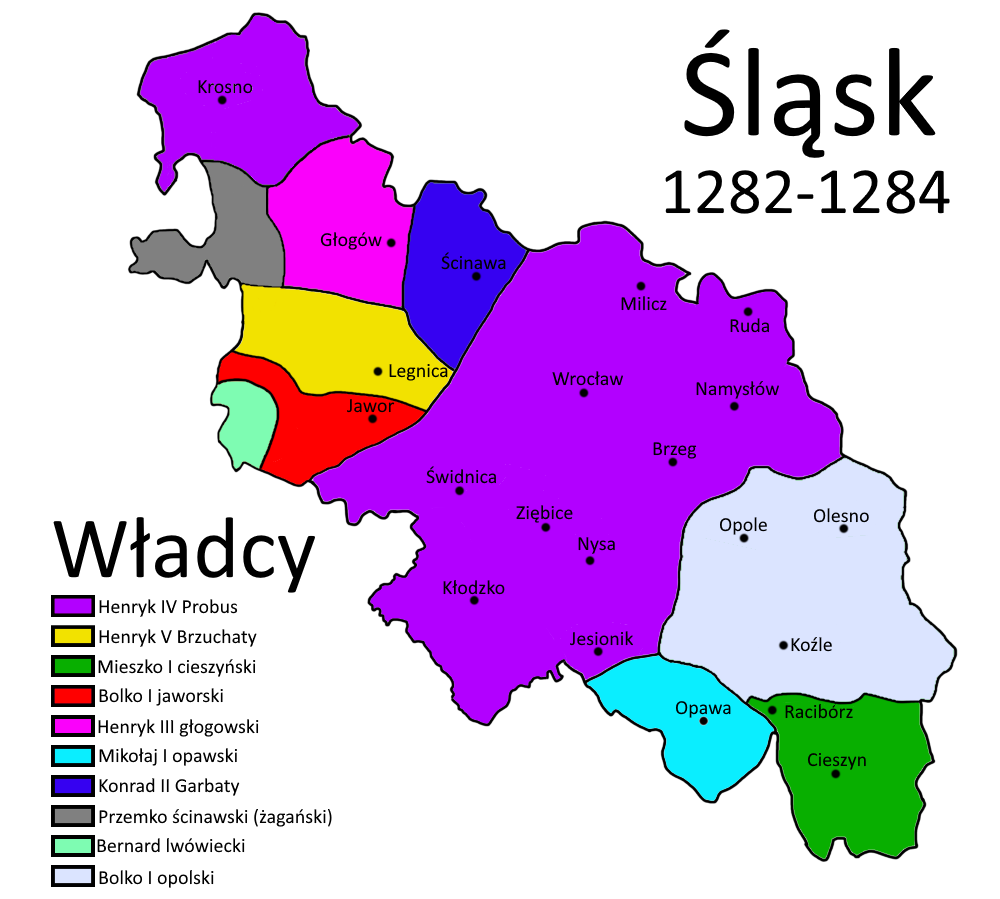
Księstwo legnickie pod rządami Henryka V Brzuchatego (żółty kolor)

26 grudnia 1278 zmarł Bolesław Rogatka i Henryk V Brzuchaty dokonał zmiany w podziale ojcowizny. Swoje dotychczasowe księstwo oddał braciom Bolkowi I (Jawor) i Bernardowi Zwinnemu (Lwówek Śląski), sam zadowalając się księstwem legnickim, wraz z uzyskaną w wyniku wojny z 1277 roku od Henryka Probusa Środą Śląską. Jako samodzielny książę Henryk kontynuował politykę ojca, przez co znalazł się w opozycji w stosunku do pozostałych książąt śląskich. W 1281 roku przyjął jednak na swoje nieszczęście zaproszenie Probusa na zjazd międzydzielnicowy do Sądowla. Henryk IV Probus łamiąc tam wszelkie zasady gościnności uwięził zaproszonych: Henryka III Głogowczyka, Przemysła II i Henryka V, chcąc uzyskać od nich ustępstwa polityczne. Henryk V Brzuchaty wolność odzyskał dopiero w zamian za uznanie się za wasala księcia wrocławskiego. Zwierzchności tej Probusowi nie udało się jednak utrzymać zbyt długo, gdyż już w okresie walk Henryka IV o Małopolskę księcia legnickiego utrzymuje bliskie kontakty z władcą czeskim Wacławem II, który już niebawem zgłosi własne pretensje do tej ziemi.

## Apogeum potęgi, Henryk księciem wrocławskim

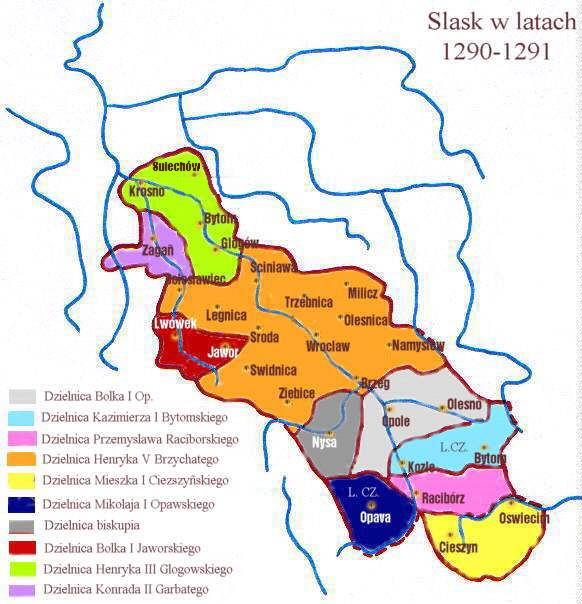
Zjednoczenie księstwa wrocławskiego z legnickim w 1290 roku (pomarańczowy kolor)

Największe wyniesienie Henryka V miało jednak dopiero nadejść. 23 czerwca 1290 roku zmarł książę wrocławski Henryk IV Probus. Książę wrocławski przekazał swoją ojcowiznę w testamencie Henrykowi III Głogowczykowi. Decyzji tej sprzeciwili się jednak wrocławscy możni i mieszczanie, którzy uważali i nie bez słuszności władcę Głogowa za nazbyt rządzącego silną ręką. Potęga miasta była wystarczająca, aby zmusić Głogowczyka do ucieczki. W jego zastępstwie do Wrocławia zaproszono Henryka V Brzuchatego. Możni liczyli, że książę Legnicy będzie władcą słabym, w którego imieniu będzie można rządzić. Dość szybko jednak zawiedli się, Henryk postanowił bowiem być władcą z prawdziwego zdarzenia.

## Wojna z Henrykiem Głogowczykiem i kara śmierci dla Pakosława Zdzieszyca
Książę głogowski nie zamierzał jednak rezygnować i krok po kroku zaczął wydzierać dla siebie dziedzictwo Probusa. Jeszcze w 1290 roku Henryk V utracił na rzecz swojego głogowskiego kuzyna Krosno nad Odrą, Chojnów, Bolesławiec, Gościszów, Nowogrodziec, Ścinawę, Wińsko, Syców, Uraz, Trzebnicę, Milicz i Sądowel. Henryk V Brzuchaty nie spełnił jednak pokładanych przez inspiratorów zamachu z 1290 roku nadziei, gdyż okazał się silnym władcą. Henryk nie będąc pewny poparcia dawnego stronnictwa Probusa, zaczął powoli odsuwać ich od wpływu na rządy. Dotknęło to m.in. Pakosława Zdzieszyca, który za zabójstwo został skazany na śmierć. Wyrok wykonano, co oczywiście nie przyczyniło się do wzrostu popularności księcia legnickiego. Z tego też powodu zdumiewa decyzja Henryka pozostawienia na dworze we Wrocławiu syna Pakosława – Lutka.

## Porwanie i niewola u Henryka III Głogowczyka
Henryk nie mógł jednak w najczarniejszych scenariuszach przewidzieć tego, co się następnie wydarzyło. Aby lepiej przedstawić co następnie się wydarzyło oddajmy głos autorowi Kroniki książąt śląskich:
„kiedy książę Henryk otrzymał księstwo wrocławskie, a Henryk, książę głogowski, jego wróg, często urządzał na niego zasadzki. Wreszcie skierował potajemnie swoich wysłanników do Lewka Pakosławica, a on zwabiony, być może podarunkami i obietnicami w tajemnicy udał się do księcia Henryka pragnąc dowiedzieć się, co mu chciał powiedzieć. Książę Henryk (głogowski) powiedział mu: Nie pamiętasz, w jaki sposób ojciec twój został zamordowany przez księcia Henryka? Jeśli zechciał mi go wydać, dam ci bardzo wiele darów i wynagrodzę cię. I czego przez te nagrody zapragnął, wreszcie osiągnął. Obiecał bowiem tenże Lewko pana swego, wspomnianego księcia Henryka (legnickiego), pojmać i księciu Henrykowi (głogowskiemu) natychmiast wydać. Pewnego więc dnia, kiedy książę Henryk (legnicki) szedł do łaźni, Lewko zastawia wprzód zasadzkę – a miał ludzi chętnych i przygotowanych – i przedostając się przez Odrę, niewielką wówczas, usiłuje pojmać swego księcia. A kiedy zobaczyli go książęcy słudzy, że zbliża się z uzbrojonym wojskiem, donieśli o tym księciu Henrykowi, który odpowiedział, że wcale nie lęka się zasadzek Lewka, ponieważ on jest jego przyjacielem i najlepszym doradcą. Ale przeklęty zdrajca, napadając na księcia w pobliżu zamku wrocławskiego, pojmał go w łaźni, wraz ze swymi kamratami, którzy go z tej łaźni wyciągnęli; nie było żadnej obrony, ponieważ wszyscy przyjaciele księcia byli nadzy; jeden z nich padł na księcia pragnąc go osłonić, lecz że przeszkadzał został zabity. Schwytawszy wspomnianego księcia posadzili go szybko na konia i narzuciwszy na niego lichy płaszcz owego dnia i nocą uprowadzili do miejscowości Sandwel, aby przekazać księciu Henrykowi (głogowskiemu). Ten odebrał go sam, odprowadził do Głogowa i zamknął w straszliwym więzieniu; chcąc go zmusić do uległości, rozkazał zrobić jakby skrzynię, z żelazną kratą, przez którą mógł oddychać i przyjmować pożywienie,drugi zaś podobnie dobrze zabezpieczony otwór pozostawił, żeby mógł przez niego wypróżniać się i trzymał go tak w więzieniu najokropniej przez prawie sześć miesięcy, że z jego ud i pleców wypełzła masa robactwa, zwłaszcza że nie mógł ani stać, ani siedzieć i ani nawet leżeć, umieszczony tak w ciasnocie. A po to był nękany tymi cierpieniami, żeby przez ból wymusić od niego miasta z ich okolicami, to znaczy: Namysłów, Bierutów, Oleśnicę, Kluczbork, Byczynę, Wołczyn, Olesno, Chojnów i Bolesławiec rozdzielone przez granice swoje w pobliżu Legnicy na moście nad czarną wodą. Niezależnie od tego żądano dodania trzydziestu tysięcy marek, jeśli z tejże niewoli miał być wypuszczony. On zaś nawet po uwolnieniu zawsze był chory i póki żył, nigdy nie powrócił zupełnie do zdrowia".
Porwanie nastąpiło około 11 listopada 1293 roku. Wolność Henryk V odzyskał dopiero po trzech miesiącach strasznych cierpień za cenę wymienionych przez źródło grodów, wraz z okręgami. Dodatkowo książę legnicki zobowiązał się w ciągu pięciu lat wspomagać Henryka III we wszystkich wojnach, oraz zapłacić ogromny okup w wysokości 30 000 grzywien srebra.

## Stosunki z bratem Bolkiem I Surowym
Dwuznacznie podczas wojny z księciem głogowskim i niewoli, zachowywał się rodzony brat Henryka Bolko I Jaworski. W bliżej nieokreślonym czasie (prawdopodobnie jeszcze w 1290 roku) wymógł on mianowicie cesje południowej części księstwa wrocławskiego ze Świdnicą, Ziębicami, Ząbkowicami i Strzelinem. W konflikcie zaś z Henrykiem III nie wykazał żadnego zaangażowania. 

## Śmierć i sprawa następstwa po Henryku

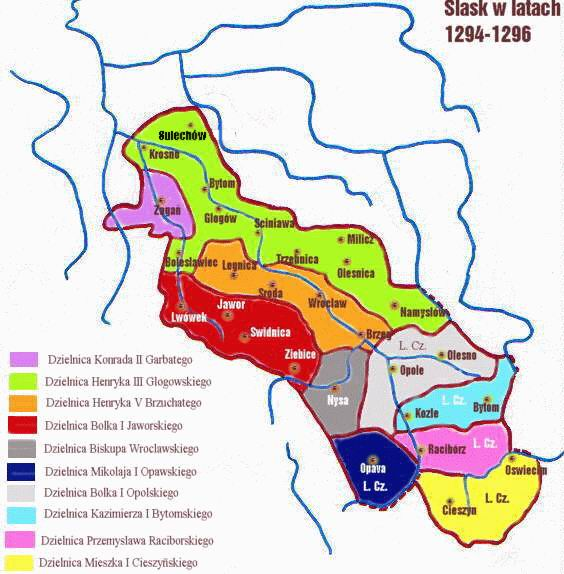
Księstwo legnicko-wrocławskie u schyłku życia Henryka V Brzuchatego (pomarańczowy kolor)

Po odzyskaniu wolności Henryk V był już tylko wrakiem poprzedniego energicznego człowieka. W polityce nie przejawiał po 1294 roku większej aktywności. Z pewnością czuł się w dalszym ciągu zagrożony polityką kuzyna z Głogowa. W tym też celu zdecydował się oddać swoje księstwo pod protekcję stolicy apostolskiej. Schorowany Henryk V Brzuchaty zmarł 22 lutego 1296 roku i został pochowany w klasztorze klarysek we Wrocławiu. Henryk V był żonaty z córką księcia wielkopolskiego Bolesława Pobożnego Elżbietą, z którą dochował się trzech synów (Bolesława III Rozrzutnego, Henryka VI Dobrego i Władysława) i pięciu córek (Jadwigi, Eufemii, Elżbiety, Heleny i Anny). Dzieci te w chwili śmierci ojca były jeszcze małoletnie, w związku z czym Henryk wskazał brata Bolka, jako ich opiekuna. Książę jaworski nie zrobił tego jednak za darmo, ceną za opiekę nad bratankami, jak przekazuje Kronika książąt polskich był gród w Sobótce.

## Opinie o Henryku V Brzuchatym
Władca Legnicy i Wrocławia dochował się opinii władcy nietuzinkowego – z jednej strony sprawiedliwego, rycerskiego i świetnego dowódcy (i to pomimo swojej widocznej tuszy, to przecież właśnie Henryk przyczynił się do świetnego zwycięstwa pod Stolcem), z drugiej człowieka, który potrafi postawić na swoim i nieznoszącego sprzeciwu.

## Przodkowie
|  |                          |  |  |  |  |  |  |  |  |  |  |  |  |  |  |  |
|  | Bolesław I Wysoki        |  |  |  |  |  |  |  |  |  |  |  |  |  |  |  |
|  |                          |  |  |  |  |  |  |  |  |  |  |  |  |  |  |  |
|  |                          |  |  |  |  |  |  |  |  |  |  |  |  |  |  |  |
|  | Henryk I Brodaty         |  |  |  |  |  |  |  |  |  |  |  |  |  |  |  |
|  |                          |  |  |  |  |  |  |  |  |  |  |  |  |  |  |  |
|  |                          |  |  |  |  |  |  |  |  |  |  |  |  |  |  |  |
|  | Krystyna                 |  |  |  |  |  |  |  |  |  |  |  |  |  |  |  |
|  |                          |  |  |  |  |  |  |  |  |  |  |  |  |  |  |  |
|  |                          |  |  |  |  |  |  |  |  |  |  |  |  |  |  |  |
|  | Henryk II Pobożny        |  |  |  |  |  |  |  |  |  |  |  |  |  |  |  |
|  |                          |  |  |  |  |  |  |  |  |  |  |  |  |  |  |  |
|  |                          |  |  |  |  |  |  |  |  |  |  |  |  |  |  |  |
|  | Bertold IV               |  |  |  |  |  |  |  |  |  |  |  |  |  |  |  |
|  |                          |  |  |  |  |  |  |  |  |  |  |  |  |  |  |  |
|  |                          |  |  |  |  |  |  |  |  |  |  |  |  |  |  |  |
|  | Jadwiga Śląska           |  |  |  |  |  |  |  |  |  |  |  |  |  |  |  |
|  |                          |  |  |  |  |  |  |  |  |  |  |  |  |  |  |  |
|  |                          |  |  |  |  |  |  |  |  |  |  |  |  |  |  |  |
|  | Agnieszka z Rochlitz     |  |  |  |  |  |  |  |  |  |  |  |  |  |  |  |
|  |                          |  |  |  |  |  |  |  |  |  |  |  |  |  |  |  |
|  |                          |  |  |  |  |  |  |  |  |  |  |  |  |  |  |  |
|  | Bolesław II Rogatka      |  |  |  |  |  |  |  |  |  |  |  |  |  |  |  |
|  |                          |  |  |  |  |  |  |  |  |  |  |  |  |  |  |  |
|  |                          |  |  |  |  |  |  |  |  |  |  |  |  |  |  |  |
|  | Władysław II Przemyślida |  |  |  |  |  |  |  |  |  |  |  |  |  |  |  |
|  |                          |  |  |  |  |  |  |  |  |  |  |  |  |  |  |  |
|  |                          |  |  |  |  |  |  |  |  |  |  |  |  |  |  |  |
|  | Przemysł Ottokar I       |  |  |  |  |  |  |  |  |  |  |  |  |  |  |  |
|  |                          |  |  |  |  |  |  |  |  |  |  |  |  |  |  |  |
|  |                          |  |  |  |  |  |  |  |  |  |  |  |  |  |  |  |
|  | Judyta Turyńska          |  |  |  |  |  |  |  |  |  |  |  |  |  |  |  |
|  |                          |  |  |  |  |  |  |  |  |  |  |  |  |  |  |  |
|  |                          |  |  |  |  |  |  |  |  |  |  |  |  |  |  |  |
|  | Anna Przemyślidka        |  |  |  |  |  |  |  |  |  |  |  |  |  |  |  |
|  |                          |  |  |  |  |  |  |  |  |  |  |  |  |  |  |  |
|  |                          |  |  |  |  |  |  |  |  |  |  |  |  |  |  |  |
|  | Bela III                 |  |  |  |  |  |  |  |  |  |  |  |  |  |  |  |
|  |                          |  |  |  |  |  |  |  |  |  |  |  |  |  |  |  |
|  |                          |  |  |  |  |  |  |  |  |  |  |  |  |  |  |  |
|  | Konstancja węgierska     |  |  |  |  |  |  |  |  |  |  |  |  |  |  |  |
|  |                          |  |  |  |  |  |  |  |  |  |  |  |  |  |  |  |
|  |                          |  |  |  |  |  |  |  |  |  |  |  |  |  |  |  |
|  | Agnieszka z Châtillon    |  |  |  |  |  |  |  |  |  |  |  |  |  |  |  |
|  |                          |  |  |  |  |  |  |  |  |  |  |  |  |  |  |  |
|  |                          |  |  |  |  |  |  |  |  |  |  |  |  |  |  |  |
|  | Henryk V Brzuchaty       |  |  |  |  |  |  |  |  |  |  |  |  |  |  |  |
|  |                          |  |  |  |  |  |  |  |  |  |  |  |  |  |  |  |
|  |                          |  |  |  |  |  |  |  |  |  |  |  |  |  |  |  |
|  | Albrecht Niedźwiedź      |  |  |  |  |  |  |  |  |  |  |  |  |  |  |  |
|  |                          |  |  |  |  |  |  |  |  |  |  |  |  |  |  |  |
|  |                          |  |  |  |  |  |  |  |  |  |  |  |  |  |  |  |
|  | Bernard III Askańczyk    |  |  |  |  |  |  |  |  |  |  |  |  |  |  |  |
|  |                          |  |  |  |  |  |  |  |  |  |  |  |  |  |  |  |
|  |                          |  |  |  |  |  |  |  |  |  |  |  |  |  |  |  |
|  | Zofia von Winzenburg     |  |  |  |  |  |  |  |  |  |  |  |  |  |  |  |
|  |                          |  |  |  |  |  |  |  |  |  |  |  |  |  |  |  |
|  |                          |  |  |  |  |  |  |  |  |  |  |  |  |  |  |  |
|  | Henryk I                 |  |  |  |  |  |  |  |  |  |  |  |  |  |  |  |
|  |                          |  |  |  |  |  |  |  |  |  |  |  |  |  |  |  |
|  |                          |  |  |  |  |  |  |  |  |  |  |  |  |  |  |  |
|  | Mieszko III Stary        |  |  |  |  |  |  |  |  |  |  |  |  |  |  |  |
|  |                          |  |  |  |  |  |  |  |  |  |  |  |  |  |  |  |
|  |                          |  |  |  |  |  |  |  |  |  |  |  |  |  |  |  |
|  | Judyta                   |  |  |  |  |  |  |  |  |  |  |  |  |  |  |  |
|  |                          |  |  |  |  |  |  |  |  |  |  |  |  |  |  |  |
|  |                          |  |  |  |  |  |  |  |  |  |  |  |  |  |  |  |
|  | Elżbieta węgierska       |  |  |  |  |  |  |  |  |  |  |  |  |  |  |  |
|  |                          |  |  |  |  |  |  |  |  |  |  |  |  |  |  |  |
|  |                          |  |  |  |  |  |  |  |  |  |  |  |  |  |  |  |
|  | Jadwiga anhalcka         |  |  |  |  |  |  |  |  |  |  |  |  |  |  |  |
|  |                          |  |  |  |  |  |  |  |  |  |  |  |  |  |  |  |
|  |                          |  |  |  |  |  |  |  |  |  |  |  |  |  |  |  |
|  | Ludwik II Żelazny        |  |  |  |  |  |  |  |  |  |  |  |  |  |  |  |
|  |                          |  |  |  |  |  |  |  |  |  |  |  |  |  |  |  |
|  |                          |  |  |  |  |  |  |  |  |  |  |  |  |  |  |  |
|  | Herman I                 |  |  |  |  |  |  |  |  |  |  |  |  |  |  |  |
|  |                          |  |  |  |  |  |  |  |  |  |  |  |  |  |  |  |
|  |                          |  |  |  |  |  |  |  |  |  |  |  |  |  |  |  |
|  | Jutta Szwabska           |  |  |  |  |  |  |  |  |  |  |  |  |  |  |  |
|  |                          |  |  |  |  |  |  |  |  |  |  |  |  |  |  |  |
|  |                          |  |  |  |  |  |  |  |  |  |  |  |  |  |  |  |
|  | Irmgarda                 |  |  |  |  |  |  |  |  |  |  |  |  |  |  |  |
|  |                          |  |  |  |  |  |  |  |  |  |  |  |  |  |  |  |
|  |                          |  |  |  |  |  |  |  |  |  |  |  |  |  |  |  |
|  | Otton I Bawarski         |  |  |  |  |  |  |  |  |  |  |  |  |  |  |  |
|  |                          |  |  |  |  |  |  |  |  |  |  |  |  |  |  |  |
|  |                          |  |  |  |  |  |  |  |  |  |  |  |  |  |  |  |
|  | Zofia                    |  |  |  |  |  |  |  |  |  |  |  |  |  |  |  |
|  |                          |  |  |  |  |  |  |  |  |  |  |  |  |  |  |  |
|  |                          |  |  |  |  |  |  |  |  |  |  |  |  |  |  |  |
|  | Agnieszka von Loon       |  |  |  |  |  |  |  |  |  |  |  |  |  |  |  |
|  |                          |  |  |  |  |  |  |  |  |  |  |  |  |  |  |  |
|  |                          |  |  |  |  |  |  |  |  |  |  |  |  |  |  |  |

## Pomniki
Henryka Brzuchatego upamiętnia renesansowa płaskorzeźba umieszczona w portalu bramy wjazdowej Zamku Piastów Śląskich w Brzegu.